# Хронология пилотируемых космических полётов (1970-е)
Этот список включает перечень пилотируемых полётов с 1970-го по 1979-й годы. 1970-е — второе десятилетие полётов человека в космос. В этот период были начаты советская космическая программа Салют и американская Скайлэб.
- Красным цветом выделены неудачные запуски.
- Зелёным — суборбитальные полёты (включая полёты, не сумевшие выйти на расчётную орбиту).

## 1970  год
| №  | Экипаж                                | Корабль доставки            | Достижения | Продолжительность  |
| -- | ------------------------------------- | --------------------------- | --- | ------------------ |
| 36 | Джеймс Ловелл Фред Хейз Джон Суайгерт | 11 апреля 1970 «Аполлон-13» | Взрыв в блоке управления командного модуля не позволил осуществить высадку на Луне. В экстремальных условиях, используя двигатель лунного модуля, экипажу удалось вернуться на Землю. Впервые астронавт совершает 4 космических полёта — Ловелл. | 5 сут 22 ч 55 мин  |
| 37 | Андриян Николаев Виталий Севастьянов  | 1 июня 1970 «Союз-9»        | Самый длительный, до сегодняшнего дня, полёт в одном космическом корабле. Рекорд продолжительности полёта = 424 ч 59 мин. | 17 сут 16 ч 59 мин |

Итоги года
- Космонавтов СССР — 22 (+1 за год);   Пилотируемых полётов СССР — 16 (+1 за год)
- Астронавтов США — 25 (+2 за год);   Пилотируемых полётов США — 21 (+1 за год)
- Всего астронавтов и космонавтов — 47 (+5 за год)
- Всего пилотируемых полётов — 37 (+2 за год)
- Побит рекорд продолжительности полёта — Николаев, Севастьянов = 424 ч 59 м (17 дней 16 ч 59 м). Предыдущий рекорд был — Борман, Ловелл = 330 ч 35 м (13 дней 18 ч 35 м).
- Побит рекорд суммарной продолжительности пребывания в космосе — Ловелл (за четыре полёт) = 715 ч 3 м (29 дней 19 ч 3 мин). Предыдущий рекорд был — Ловелл (за три полёт) = 572 ч 10 м (23 дня 20 ч 10 м).

## 1971  год
| №  | Экипаж                                                | Корабль доставки            | Достижения | Продолжительность  |
| -- | ----------------------------------------------------- | --------------------------- | --- | ------------------ |
| 38 | Алан Шепард Стюарт Руса Эдгар Митчелл                 | 31 января 1971 «Аполлон-14» | Третья высадка на Луне. | 9 сут 0 ч 2 мин    |
| 39 | Владимир Шаталов Алексей Елисеев Николай Рукавишников | 22 апреля 1971 «Союз-10»    | Неудачная стыковка с орбитальной станцией «Салют-1». Экипаж досрочно возвратился на Землю. Третий полёт советского космонавта — Шаталов и Елисеев.                    | 1 сут 23 ч 46 мин  |
| 40 | Георгий Добровольский Владислав Волков Виктор Пацаев  | 6 июня 1971 «Союз-11»       | Первая долговременная экспедиция на орбитальной космической станции «Салют-1». При возвращении на Землю экипаж погиб. Рекорд продолжительности полёта = 570 ч 22 мин. | 23 сут 18 ч 22 мин |
| 41 | Дэвид Скотт Альфред Уорден Джеймс Ирвин               | 26 июля 1971 «Аполлон-15»   | Четвёртая экспедиция на Луну. | 12 сут 7 ч 12 мин  |

Итоги года
- Первая долговременная экспедиция на орбитальной космической станции «Салют-1».
- Гибель трёх советских космонавтов.
- Космонавтов СССР — 25 (+3 за год);   Пилотируемых полётов СССР — 18 (+2 за год)
- Астронавтов США — 30 (+5 за год);   Пилотируемых полётов США — 23 (+2 за год)
- Всего астронавтов и космонавтов — 55 (+8 за год)
- Всего пилотируемых полётов — 41 (+4 за год)
- Побит рекорд продолжительности полёта — Добровольский, Волков, Пацаев = 570 ч 22 мин.(23 дней 18 ч 22 м). Предыдущий рекорд был  — Николаев, Севастьянов = 424 ч 59 м (17 дней 16 ч 59 м).

## 1972  год
| №  | Экипаж                                   | Корабль доставки            | Достижения                 | Продолжительность  |
| -- | ---------------------------------------- | --------------------------- | -------------------------- | ------------------ |
| 42 | Джон Янг Чарльз Дьюк Томас Маттингли     | 16 апреля 1972 «Аполлон-16» | Пятая экспедиция на Луну.  | 11 сут 1 ч 51 мин  |
| 43 | Юджин Сернан Харрисон Шмит Рональд Эванс | 7 декабря 1972 «Аполлон-17» | Шестая экспедиция на Луну. | 12 сут 13 ч 52 мин |

Итоги года
- Космонавтов СССР — 25 (+0 за год);   Пилотируемых полётов СССР — 18 (+0 за год)
- Астронавтов США — 34 (+4 за год);   Пилотируемых полётов США — 25 (+2 за год)
- Всего астронавтов и космонавтов — 59 (+4 за год)
- Всего пилотируемых полётов — 43 (+2 за год)

## 1973  год
| №  | Экипаж                                  | Корабль доставки           | Достижения | Продолжительность |
| -- | --------------------------------------- | -------------------------- | --- | ----------------- |
| 44 | Чарльз Конрад Джозеф Кервин Пол Уайтц   | 25 мая 1973 «Скайлэб-2»    | Первый долговременный экипаж американской космической станции «Скайлэб». Рекорд продолжительности полёта = 672 ч 50 мин.                                                                | 28 сут 0 ч 50 мин |
| 45 | Алан Бин Джек Лаусма Оуэн Гэрриотт      | 28 июля 1973 «Скайлэб-3»   | Второй долговременный экипаж американской космической станции «Скайлэб». Рекорд продолжительности полёта = 1427 ч 9 мин.                                                                | 59 сут 11 ч 9 мин |
| 46 | Василий Лазарев Олег Макаров            | 27 сентября 1973 «Союз-12» | Первый полёт советских космонавтов через два года после гибели экипажа «Союз-11». | 1 сут 23 ч 16 мин |
| 47 | Джеральд Карр Эдвард Гибсон Уильям Поуг | 16 ноября 1973 «Скайлэб-4» | Третий и последний долговременный экипаж американской космической станции «Скайлэб». Впервые астронавты встретили Новый год на орбите. Рекорд продолжительности полёта = 2017 ч 16 мин. | 84 сут 1 ч 16 мин |
| 48 | Пётр Климук Валентин Лебедев            | 18 декабря 1973 «Союз-13»  | Впервые в космосе одновременно советские космонавты, на «Союз-13», и американские астронавты, на «Скайлэб».                                                                             | 7 сут 20 ч 55 мин |

Итоги года
- Первая американская орбитальная космическая станция — «Скайлэб».
- Космонавтов СССР — 29 (+4 за год);   Пилотируемых полётов СССР — 20 (+2 за год)
- Астронавтов США — 41 (+7 за год);   Пилотируемых полётов США — 28 (+3 за год)
- Всего астронавтов и космонавтов — 70 (+11 за год)
- Всего пилотируемых полётов — 48 (+5 за год)
- Побит рекорд продолжительности полёта — Карр, Гибсон, Поуг = 2017 ч 16 мин.(84 дня 1 ч 16 м). Предыдущий рекорд был  — Бин, Лаусма, Гэрриотт = 1427 ч 9 м (59 дней 11 ч 9 м).
- Побит рекорд суммарной продолжительности пребывания в космосе — Карр, Гибсон, Поуг (за один полёт) = 2017 ч 16 мин. (84 дня 1 ч 16 мин). Предыдущий рекорд был — Ловелл (за четыре полёт) = 715 ч 3 м (29 дней 19 ч 3 мин).

## 1974  год
| №  | Экипаж                                   | Корабль доставки          | Достижения                                                                                        | Продолжительность  |
| -- | ---------------------------------------- | ------------------------- | ------------------------------------------------------------------------------------------------- | ------------------ |
| 49 | Павел Попович Юрий Артюхин               | 3 июля 1974 «Союз-14»     | Долговременная экспедиция на станцию «Салют-3».                                                   | 15 сут 17 ч 30 мин |
| 50 | Геннадий Сарафанов Лев Дёмин             | 26 августа 1974 «Союз-15» | Неудачная попытка стыковки со станцией «Салют-3». Досрочное возвращение на Землю.                 | 2 сут 0 ч 12 мин   |
| 51 | Анатолий Филипченко Николай Рукавишников | 2 декабря 1974 «Союз-16»  | Испытательный полёт при подготовке к совместному советско-американскому проекту «Союз — Аполлон». | 5 сут 22 ч 24 мин  |

Итоги года
- Космонавтов СССР — 32 (+3 за год);   Пилотируемых полётов СССР — 23 (+3 за год)
- Астронавтов США — 41 (+0 за год);   Пилотируемых полётов США — 28 (+0 за год)
- Всего астронавтов и космонавтов — 73 (+3 за год)
- Всего пилотируемых полётов — 51 (+3 за год)

## 1975  год
| №  | Экипаж                                    | Корабль доставки               | Достижения | Продолжительность  |
| -- | ----------------------------------------- | ------------------------------ | --- | ------------------ |
| 52 | Алексей Губарев Георгий Гречко            | 11 января 1975 «Союз-17»       | Долговременная экспедиция на станцию «Салют-4».                                                                                      | 29 сут 13 ч 20 мин |
| -  | Василий Лазарев Олег Григорьевич Макаров  | 5 апреля 1975 Союз-18-1        | Первая критическая авария в верхних слоях атмосферы. Неуправляемое падение спускаемого аппарата с высоты 192 км. Экипаж остался жив. | 295 сек            |
| 53 | Пётр Климук Виталий Севастьянов           | 24 мая 1975 «Союз-18»          | Долговременная экспедиция на станцию «Салют-4».                                                                                      | 62 сут 23 ч 20 мин |
| 54 | Алексей Леонов Валерий Кубасов            | 15 июля 1975 «Союз-19»         | Совместный советско-американский проект «Союз — Аполлон».                                                                            | 5 сут 22 ч 31 мин  |
| 55 | Томас Стаффорд Дональд Слейтон Вэнс Бранд | 15 июля 1975 Аполлон 21 (ЭПАС) | Совместный советско-американский проект «Союз — Аполлон».                                                                            | 9 сут 1 ч 28 мин   |

Итоги года
- Первый международный, совместный советско-американский, проект «Союз — Аполлон».
- Космонавтов СССР — 34 (+2 за год);   Пилотируемых полётов СССР — 26 (+3 за год)
- Астронавтов США — 43 (+2 за год);   Пилотируемых полётов США — 29 (+1 за год)
- Всего астронавтов и космонавтов — 77 (+4 за год)
- Всего пилотируемых полётов — 55 (+4 за год)

## 1976  год
| №  | Экипаж                                | Корабль доставки           | Достижения                                                                        | Продолжительность |
| -- | ------------------------------------- | -------------------------- | --------------------------------------------------------------------------------- | ----------------- |
| 56 | Борис Волынов Виталий Жолобов         | 6 июля 1976 «Союз-21»      | Долговременная экспедиция на станцию «Салют-5».                                   | 49 сут 6 ч 24 мин |
| 57 | Валерий Быковский Владимир Аксёнов    | 15 сентября 1976 «Союз-22» | Съёмки Земли мультиспектральной камерой, сделанной в ГДР.                         | 7 сут 21 ч 54 мин |
| 58 | Вячеслав Зудов Валерий Рождественский | 14 октября 1976 «Союз-23»  | Неудачная попытка стыковки со станцией «Салют-5». Досрочное возвращение на Землю. | 2 сут 0 ч 6 мин   |

Итоги года
- Космонавтов СССР — 38 (+4 за год);   Пилотируемых полётов СССР — 29 (+3 за год)
- Астронавтов США — 43 (+0 за год);   Пилотируемых полётов США — 29 (+0 за год)
- Всего астронавтов и космонавтов — 81 (+4 за год)
- Всего пилотируемых полётов — 58 (+3 за год)

## 1977  год
| №  | Экипаж                           | Корабль доставки          | Корабль возвращения       | Достижения | Продолжительность  |
| -- | -------------------------------- | ------------------------- | ------------------------- | --- | ------------------ |
| 59 | Виктор Горбатко Юрий Глазков     | 7 февраля 1977 «Союз-24»  | 25 февраля 1977 «Союз-24» | Вторая долговременная экспедиция на станцию «Салют-5». | 17 сут 17 ч 23 мин |
| 60 | Владимир Ковалёнок Валерий Рюмин | 9 октября 1977 «Союз-25»  | 11 октября 1977 «Союз-25» | Неудачная попытка стыковки со станцией «Салют-6». Досрочное возвращение на Землю. | 2 сут 0 ч 46 мин   |
| 61 | Юрий Романенко Георгий Гречко    | 10 декабря 1977 «Союз-26» | 16 марта 1978 «Союз-27»   | Первая долговременная экспедиция на станции «Салют-6». Экипаж вернулся на Землю на «Союз-27». Новый рекорд продолжительности пребывания в космосе экипажа = 2314 ч 0 мин (96 сут 10 ч). Рекорд суммарной продолжительности пребывания в космосе — Гречко за два полёта = 3023 ч 19 мин (125 сут 23 ч 19 мин). | 96 сут 10 ч 0 мин  |

Итоги года
- Космонавтов СССР — 42 (+4 за год);   Пилотируемых полётов СССР — 32 (+3 за год)
- Астронавтов США — 43 (+0 за год);   Пилотируемых полётов США — 29 (+0 за год)
- Всего астронавтов и космонавтов — 85 (+4 за год)
- Всего пилотируемых полётов — 61 (+3 за год)

## 1978  год
| №  | Экипаж                                  | Корабль доставки          | Корабль возвращения       | Достижения | Продолжительность   |
| -- | --------------------------------------- | ------------------------- | ------------------------- | --- | ------------------- |
| 62 | Владимир Джанибеков Олег Макаров        | 10 января 1978 «Союз-27»  | 16 января 1978 «Союз-26»  | Первая экспедиция посещения станции «Салют-6». Экипаж вернулся на Землю на «Союз-26». | 5 сут 22 ч 59 мин   |
| 63 | Алексей Губарев Владимир Ремек          | 2 марта 1978 «Союз-28»    | 10 марта 1978 «Союз-28»   | Вторая экспедиция посещения станции «Салют-6». Владимир Ремек — первый космонавт из Чехословакии. | 7 сут 22 ч 17 мин   |
| 64 | Владимир Ковалёнок Александр Иванченков | 15 июня 1978 «Союз-29»    | 2 ноября 1978 «Союз-31»   | Вторая долговременная экспедиция на станции «Салют-6». Экипаж вернулся на Землю на «Союз-31». Новый рекорд продолжительности пребывания в космосе экипажа = 3350 ч 48 мин (139 сут 14 ч 48 мин). Рекорд суммарной продолжительности пребывания в космосе — Ковалёнок за два полёта = 3399 ч 19 мин (141 сут 15 ч 33 мин). | 139 сут 14 ч 48 мин |
| 65 | Пётр Климук Мирослав Гермашевский       | 27 июня 1978 «Союз-30»    | 5 июля 1978 «Союз-30»     | Третья экспедиция посещения станции «Салют-6». Мирослав Гермашевский — первый космонавт из Польши. | 7 сут 22 ч 4 мин    |
| 66 | Валерий Быковский Зигмунд Йен           | 26 августа 1978 «Союз-31» | 3 сентября 1978 «Союз-29» | Четвёртая экспедиция посещения станции «Салют-6». Зигмунд Йен — первый космонавт из ГДР. Экипаж вернулся на Землю на «Союз-29». | 7 сут 20 ч 49 мин   |

Итоги года
- Впервые в космосе космонавты из других, кроме СССР и США, стран.
- Космонавтов СССР — 44 (+2 за год);   Пилотируемых полётов СССР — 37 (+5 за год)
- Астронавтов США — 43 (+0 за год);   Пилотируемых полётов США — 29 (+0 за год)
- Космонавтов других стран — 3 (+3 за год);
- Всего астронавтов и космонавтов — 90 (+5 за год)
- Всего пилотируемых полётов — 66 (+5 за год)
- Побит рекорд продолжительности полёта — Ковалёнок, Иванченков = 3350 ч 48 мин (139 дней 14 ч 48 м). Предыдущий рекорд был — Романенко, Гречко = 2314 ч 0 мин (96 дней 10 ч 0 м).
- Побит рекорд суммарной продолжительности пребывания в космосе — Ковалёнок (за два полёта) = 3399 ч 19 мин (141 день 15 ч 33 мин). Предыдущий рекорд был — Гречко (за два полёт) = 3023 ч 19 мин (125 дней 23 ч 19 мин).

## 1979  год
| №  | Экипаж                              | Корабль доставки          | Корабль возвращения       | Достижения | Продолжительность  |
| -- | ----------------------------------- | ------------------------- | ------------------------- | --- | ------------------ |
| 67 | Владимир Ляхов Валерий Рюмин        | 25 февраля 1979 «Союз-32» | 19 августа 1979 «Союз-34» | Третья долговременная экспедиция на станции «Салют-6». Экипаж вернулся на Землю на «Союз-34». Новый рекорд продолжительности пребывания в космосе экипажа = 4200 ч 36 мин (175 сут 0 ч 36 мин). Рекорд суммарной продолжительности пребывания в космосе — Рюмин за два полёта = 4249 ч 22 мин (177 сут 1 ч 22 мин). | 175 сут 0 ч 36 мин |
| 68 | Николай Рукавишников Георгий Иванов | 10 апреля 1979 «Союз-33»  | 12 апреля 1979 «Союз-33»  | Неудачная попытка стыковки со станцией «Салют-6». Досрочное возвращение на Землю. Георгий Иванов — первый космонавт из Болгарии. | 1 сут 23 ч 1 мин   |

Итоги года
- Космонавтов СССР — 45 (+1 за год);   Пилотируемых полётов СССР — 39 (+2 за год)
- Астронавтов США — 43 (+0 за год);   Пилотируемых полётов США — 29 (+0 за год)
- Космонавтов других стран — 4 (+1 за год);
- Всего астронавтов и космонавтов — 92 (+2 за год)
- Всего пилотируемых полётов — 68 (+2 за год)
- Побит рекорд продолжительности полёта — Ляхов, Рюмин = 4200 ч 36 мин (175 дней 0 ч 36 мин). Предыдущий рекорд был — Ковалёнок, Иванченков = 3350 ч 48 мин (139 дней 14 ч 48 м).
- Побит рекорд суммарной продолжительности пребывания в космосе — Рюмин (за два полёта) = 4249 ч 22 мин (177 дней 1 ч 22 мин). Предыдущий рекорд был — Ковалёнок (за два полёта) = 3399 ч 19 мин (141 день 15 ч 33 мин).